# پاپ کالیکتوس دوم

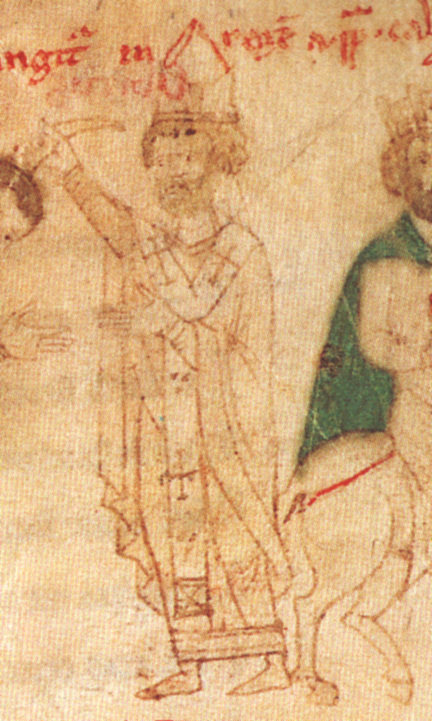

پاپ کالیکتوس دوم (به انگلیسی: Callixtus II)(تولد:۱۰۶۵ -درگذشت:۱۳ دسامبر ۱۱۲۴) یکی از پاپ‌های کلیسای کاتولیک رم بود که در فرانسه به دنیا آمد و از ۱۱۱۹ تا ۱۱۲۴ میلادی پاپ بود.